# 多氣城 (常陸國)
多氣城（日语：／ Takijō/Takejō），又稱多氣山城（日语：／ Takisanjō）或城山城（日语：／ Jōyamajō），是常陸國筑波郡多氣（現茨城縣筑波市北條小字多氣）曾經存在的一座山城，關東七名城之一。

## 概要
城池建於通稱城山的多氣山上，多氣山高約129.4米，在山上的城址遺跡中，總共有曲輪四座，周圍由護城河和土方包圍。城跡外側有一大型的護城河遺跡，南邊則有土橋的遺址。四座曲輪中，有三座是從山頂沿山腰方向興建，另一座則是建於多氣山和西邊的道場山之間。《筑波町史（上卷）》記載城跡的保存狀態比較好，是對於研究當地在戰國期間的重要線索。

## 歷史
城池被認為是在平安時代中期由常陸平氏宗家大掾氏的平維幹從常陸國筑波郡水守遷移至多氣之時建造的，在《吾妻鏡》記載的に「多氣的山城」就是由維幹建造的多氣城。然而，現存的大規模城郭遺跡卻被認為是戰國時長中永祿至慶長年間（1558年 - 1615年）的建築，而茨城城郭研究會則認為是按照平安時代的城跡大改建。維幹的子孫代代繼承多氣氏之名在當地維持勢力直至建久4年（1193年），第6代的多氣義幹在建久之變中受制於八田知家等人的策略，導致多氣氏沒落。義幹至今仍然獲北條地區的居民親切地稱為多氣太郎大人（たきたろさま）と。城池曾經出土過室町時代的土師質土器，但是多氣城在義幹死後直至室町時代的情況仍然有待考究。
現時，城池被推測是在戰國時代純粹以軍事目的建造的城池，按史料記載，城池是在永祿2年（1559年）結城氏進攻小田氏期間，於元龜3年（1572年）在北條附近建成，而在天正7年也有相關的記載。建造城池的原因分為三個，其一是協防北條五郎顯家的小泉館而建，其二是上杉謙信或佐竹義重進攻小田城而建，其三是佐竹義宣在關原之戰前後形勢緊迫的情況下興建的。
城池在戰國時代的出土物不多，也未有發掘出戰國時代的陶磁器。基於，城池未有發現火災或鐵砲彈痕等的戰鬥痕跡，因此推測城池後期使用次數並不多。

### 現況
城跡現在是一片山林，而且由於多氣山曾經進行採石，因此城郭的西南部的地形與以前相比變化很大。

## 四周環境

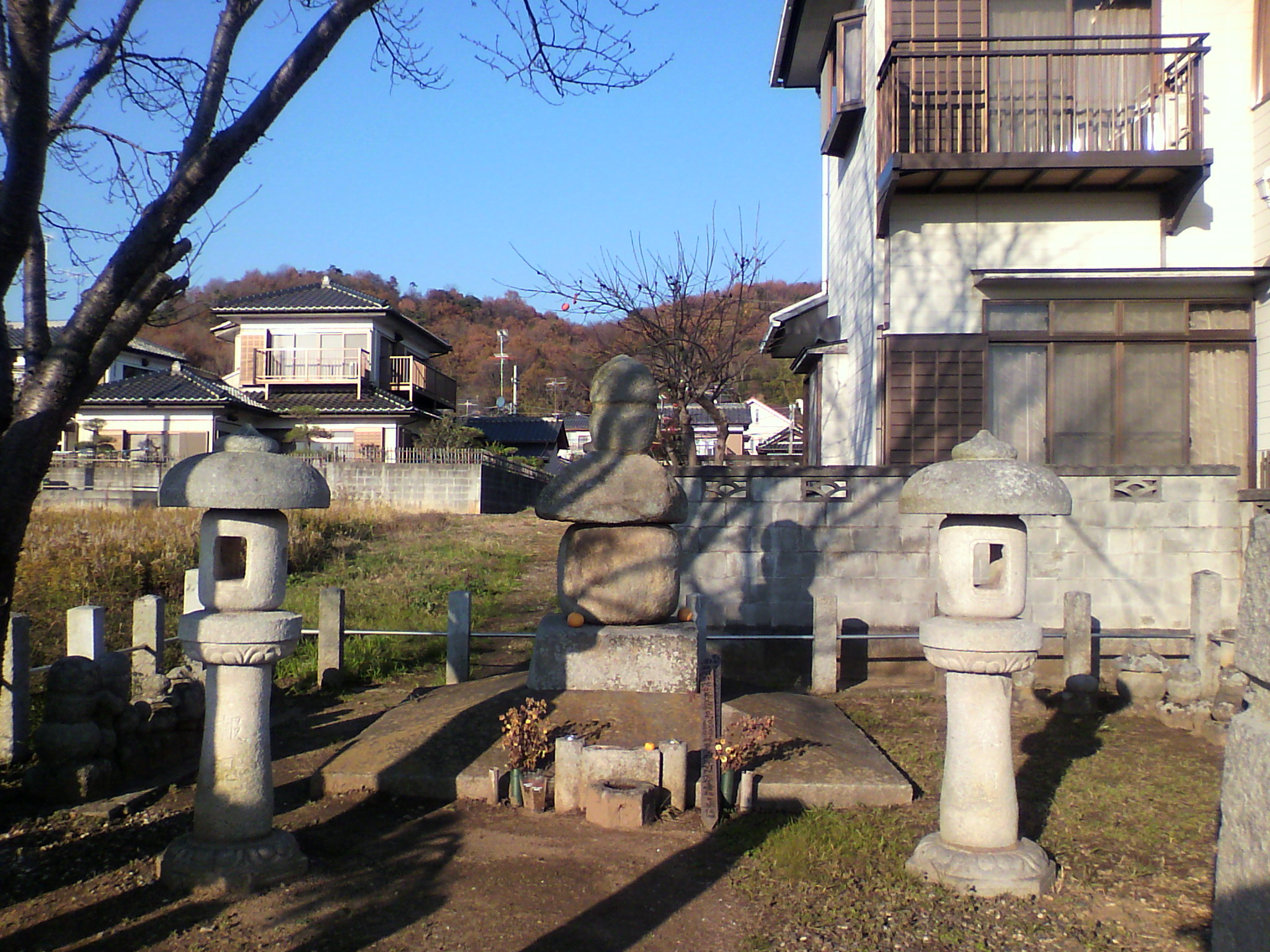
多氣太郎的墓地

筑波市北條和平澤周圍存在筑波郡衙跡的平澤官衙遺跡等自古墳時代的遺跡。在北條，有被指是多氣太郎（多氣義幹）墓地的五輪塔和多氣氏建造的裏堀等等以及與京都府宇治市的平等院相似構造的日向廢寺遺跡。根據這些遺跡推斷，北條和平澤一帶在上古和中世初期是該地域的中心，後來在中世紀則次於小田一帶。

## 外部連結
- （日語）★城郭探訪 多気城1（つくば市北条）★（页面存档备份，存于）